# Castro Valley
Castro Valley is een stad in Alameda County in Californië in de VS.

## Geschiedenis
Voor de komst van de Europeanen werd dit gebied bewoond door Chocheño, welke een onderverdeling waren van de inheemse Ohlone. Toen de Europeanen kwamen was Castro Valley een deel van het gebied dat geschonken werd aan het missiehuis San Jose, in 1797.
Castro Valley kreeg zijn naam van Don Guillermo Castro. Hij was een soldaat in het Mexicaanse leger en boer. Castro Valley was een deel van het gebied (dat 28.000 are groot was) dat Castro gekregen had. Tot dit gebied behoorden ook Hayward en San Lorenzo. Castro moest alles verkopen om zijn gokschulden te kunnen betalen. In 1864 werd het laatste stuk verkocht aan Faxon Dean Atherton voor $400.000.

## Geografie
De totale oppervlakte bedraagt 38,2 km² (14,8 mijl²) waarvan 37,4 km² (14,4 mijl²) land is en 0,8 km² (0,3 mijl²) water is.
Naast de county liggen: San Leandro in het westen, Hayward in het zuiden, en in het oosten liggen San Ramon, Dublin en Pleasanton. In het noorden bevindt zich een meer, Chabot.

## Demografie
Volgens de census van 2000 bedroeg de bevolkingsdichtheid 1533/km² (3971,6/mijl²) en bedroeg het totale bevolkingsaantal 57.292 dat bestond uit:
- 70,84% blanken
- 5,14% zwarten of Afrikaanse Amerikanen
- 0,59% inheemse Amerikanen
- 13,54% Aziaten
- 0,44% mensen afkomstig van eilanden in de Grote Oceaan
- 4,11% andere
- 5,34% twee of meer rassen
- 12,19% Spaans of Latino

Er waren 21.606 gezinnen en 15.016 families in Castro Valley. De gemiddelde gezinsgrootte bedroeg 2,58.

## Geboren
- Cliff Burton (1962), basgitarist
- Garret Dillahunt (1964), acteur
- Christopher Titus (1964), acteur, filmproducent, scenarioschrijver en stand-upkomiek
- Kendall Wesenberg (1990), skeletonster

## Plaatsen in de nabije omgeving
De onderstaande figuur toont nabijgelegen plaatsen in een straal van 8 km rond Castro Valley.